# مؤسسه آموزش عالی علوم شناختی
مؤسسه آموزش عالی علوم شناختی (سابقاً پژوهشکده علوم شناختی) نهادی غیردولتی است که هدف کلی آن گسترش پژوهش و آموزش در حوزه‌های مرتبط با علوم شناختی است.

## تاریخچه
پ‍ژوهشکده علوم شناختی (Institute for Cognitive Science Studies) در سال ۱۳۷۷ کار خود را در قالب یک گروه مطالعاتی به نام «مؤسسه مطالعات علوم شناختی» زیر نظر دانشگاه شهید بهشتی تهران آغاز کرد. در سال ۱۳۸۲ و با تصویب شورای گسترش آموزش عالی وزارت علوم تحقیقات و فن آوری، به پژوهشکده علوم شناختی تغییر نام یافت و همچنان زیر نظر دانشگاه شهید بهشتی به جذب دانشجو در مقاطع کارشناسی ارشد و دکتری تا سال ۱۳۹۶ پرداخت در سال ۱۳۹۷ این پژوهشکده به مؤسسه آموزش عالی علوم شناختی تغییر نام داد و به‌طور مستقل در حال حاضر به جذب و پرورش پژوهشگر می‌پردازد.
این موسسه در شهر جدید پردیس (فاز ۴ - بلوار سفیر امید) واقع شده است.

## زمینه‌های فعالیت
- انجام طرح‌های پژوهشی بنیادی در زمینه علوم شناختی
- انجام طرح‌های پژوهشی کاربردی در زمینه علوم شناختی
- برگزاری دوره‌های عالی تحصیلات تکمیلی
- برگزاری دوره‌های آموزشی کوتاه‌مدت
- برگزاری کنفرانس‌ها و سایر جلسات علمی
- انتشار نشریه علمی پژوهشی فصلنامه تازه‌های علوم شناختی

## مقاطع تحصیلی
در حال حاضر موسسه در دو مقطع کارشناسی ارشد علوم شناختی با گرایش‌های روان‌شناسی شناختی، ذهن مغز و تربیت، توانبخشی شناختی، طراحی خلاقیت و رسانه و در مقطع دکتری گرایشات مدل‌سازی شناختی (cognitive modelling)، علوم اعصاب شناختی (cognitive neuroscience), زبان‌شناسی شناختی، فلسفه ذهن، مغز و شناخت و رایانش و هوش مصنوعی از طریق کنکور سراسری دانشجو می‌پذیرد.

## آزمایشگاه‌ها
- آزمایشگاه انسانی
- آزمایشگاه حیوانی

## کنفرانس‌ها
موسسه آموزش عالی علوم شناختی هر دو سال یکبار اقدام به برگزاری همایش بین الملی در حوزه علوم شناختی می‌کند:
- هشتمین کنفرانس بین‌المللی علوم شناختی (آنلاین) ۱۳۹۹
- هفتمین کنفرانس بین‌المللی علوم شناختی ۱۳۹۶
- ششمین کنفرانس بین‌المللی علوم شناختی ۱۳۹۴
- پنجمین کنفرانس بین‌المللی علوم شناختی ۱۳۹۲
- چهارمین کنفرانس بین‌المللی علوم شناختی (سال ۱۳۹۰)
- سومین کنفرانس بین‌المللی علوم شناختی (سال ۱۳۸۷)
- دومین کنفرانس بین‌المللی علوم شناختی (سال ۱۳۸۱)
- اولین کنفرانس بین‌المللی علوم شناختی (سال ۱۳۷۹)